# Walter Bond
Walter Thomas Bond (Chicago, 1º febbraio 1969) è un ex cestista statunitense, professionista nella NBA.

## Palmarès
- CBA All-Rookie First Team (1992)